# Tricorynus robustus
Tricorynus robustus är en skalbaggsart som först beskrevs av Horn 1894.  Tricorynus robustus ingår i släktet Tricorynus och familjen trägnagare. Inga underarter finns listade i Catalogue of Life.